# محمد رمضان (بازیکن فوتبال)
محمد رمضان (انگلیسی: Mohamed Ramadan؛ زادهٔ ۱۵ نوامبر ۱۹۷۰) یک بازیکن فوتبال در پست مهاجم اهل مصر است.

## باشگاهی
از باشگاه‌هایی که در آن بازی کرده‌است می‌توان به باشگاه ورزشی الاهلی مصر اشاره کرد.

## تیم ملی
وی همچنین در تیم ملی فوتبال مصر بازی کرده است.